# 1695 na literatura

## Nascimentos
| Data | Nome | Profissão | Nacionalidade | Observações | Ref |
| ---- | ---- | --------- | ------------- | ----------- | --- |

## Mortes
| Data        | Nome                | Profissão | Nacionalidade | Observações | Ref |
| ----------- | ------------------- | --------- | ------------- | ----------- | --- |
| 13 de Abril | Jean de La Fontaine | poeta     | França        | n. 1621     |     |
| 28 de Abril | Henry Vaughan       | poeta     | Inglaterra    | n. 1622     |     |